# Opistobranquis
Els opistobranquis (gr. 'brànquies posteriors') són una antiga infraclasse de mol·luscs gastròpodes, avui considerats un grup informal d'heterobranquis. Es caracteritzen per tenir la closca reduïda o inexistent i les brànquies (òrgan per respirar) situades a la part del darrere del cos.
La seva aparença és semblant a la d'un llimac, i sovint se'ls anomena llimacs de mar, per bé que no estan relacionats amb els llimacs terrestre; altres es coneixen com a llebres de mar.

## Característiques
Presenten un cap amb dos tentacles olfactius, els rinòfors, el mantell que recobreix la part dorsal i el peu a la part ventral per desplaçar-se i adherir-se. També presenten una corona branquial a la part posterior del cos i que en algunes espècies envolta l'anus.
Presenten coloracions sovint molt vistoses i atractives que hom l'atribueix a un cert tipus de mecanisme de defensa (aposematisme) exhibint coloracions contrastades per alertar als seus possibles depredadors, ja que alguns acumulen les cèl·lules urticants del coralls dels quals s'alimenten o tenir un mal sabor o ser tòxics.

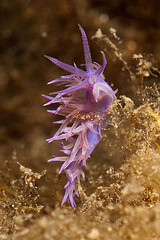
Flabellina affinis
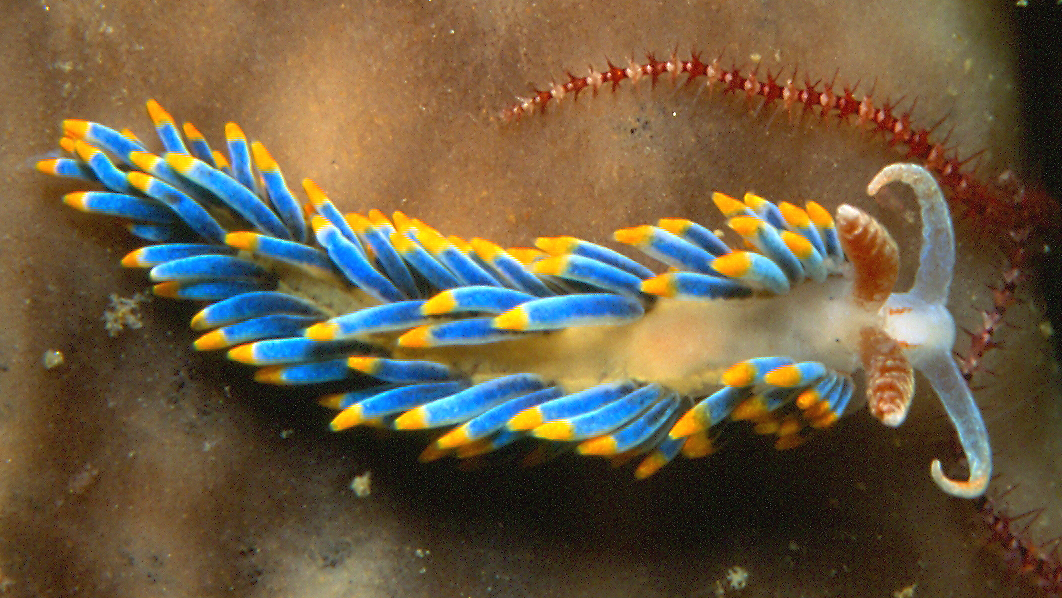
Berghia coerulescens
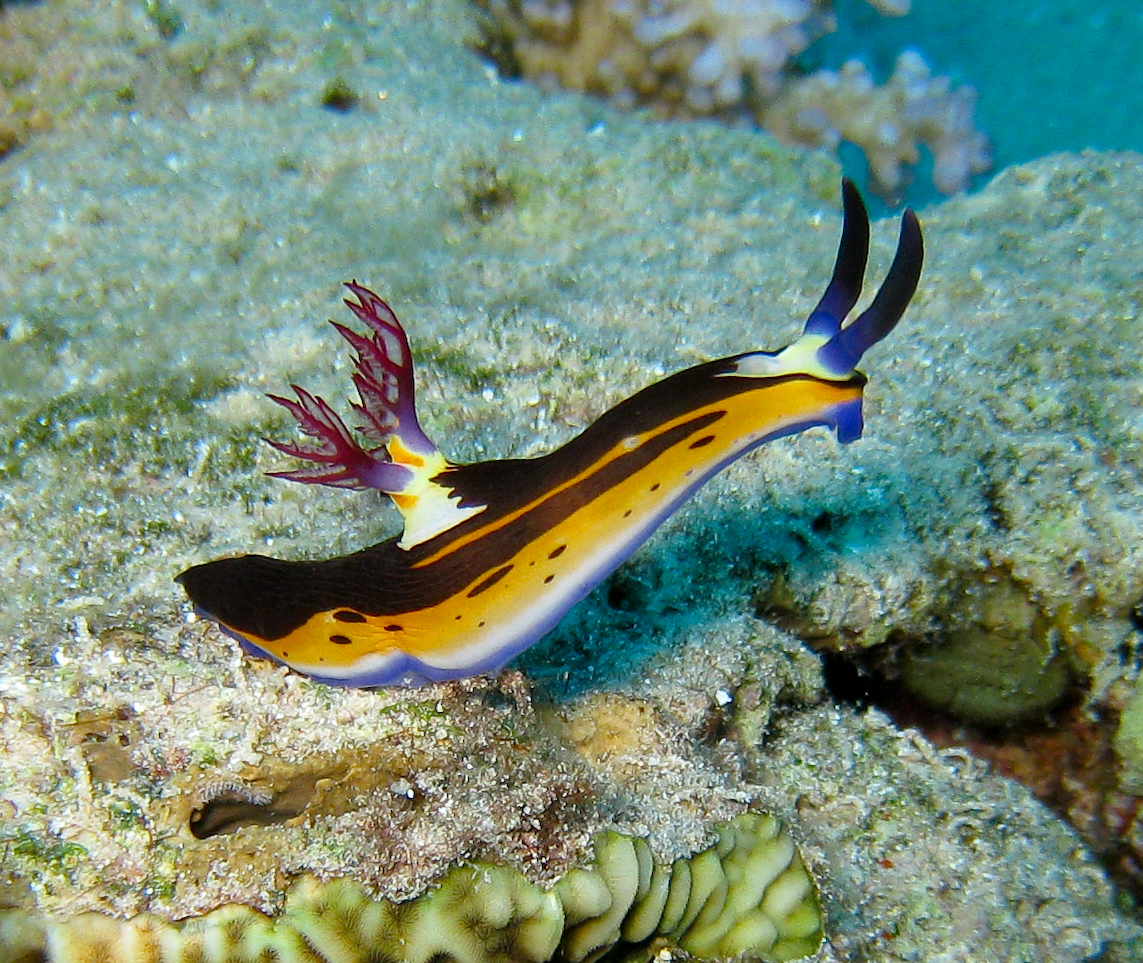
Nembrotha megalocera